# 王塤
王塤（1425年—？），字宗器，河南開封府許州人，明朝政治人物。同進士出身。

## 生平
景泰元年（1450年）庚午科河南鄉試第十三名。天順四年（1460年）庚辰科會試第八名，殿試登進士第三甲第四十六名。天順七年十二月（1464年）以理刑半年考稱，擢監察御史。

## 家族
曾祖父王忠。祖父王信。父亲王榮。